# IC 1335
IC 1335 ist eine elliptische Radiogalaxie vom Hubble-Typ E0 im Sternbild Steinbock auf der Ekliptik. Sie ist schätzungsweise 581 Millionen Lichtjahre von der Milchstraße entfernt und hat einen Durchmesser von etwa 85.000 Lichtjahren.

Im selben Himmelsareal befinden sich u. a. die Galaxien IC 1337 und IC 1338.
Das Objekt wurde am 22. Juli 1892 von Stéphane Javelle entdeckt.